# نئومی پوپ
نئومی پوپ (مجاری: Noémi Pupp؛ زادهٔ ۲۸ ژوئیهٔ ۱۹۹۸) قایقران کایاک زن اهل آلمان است.
وی در مسابقات کشوری و بین‌المللی در مجموع برندهٔ ۲ مدال طلا، ۲ مدال برنز شده است.